# Yvonne Blake

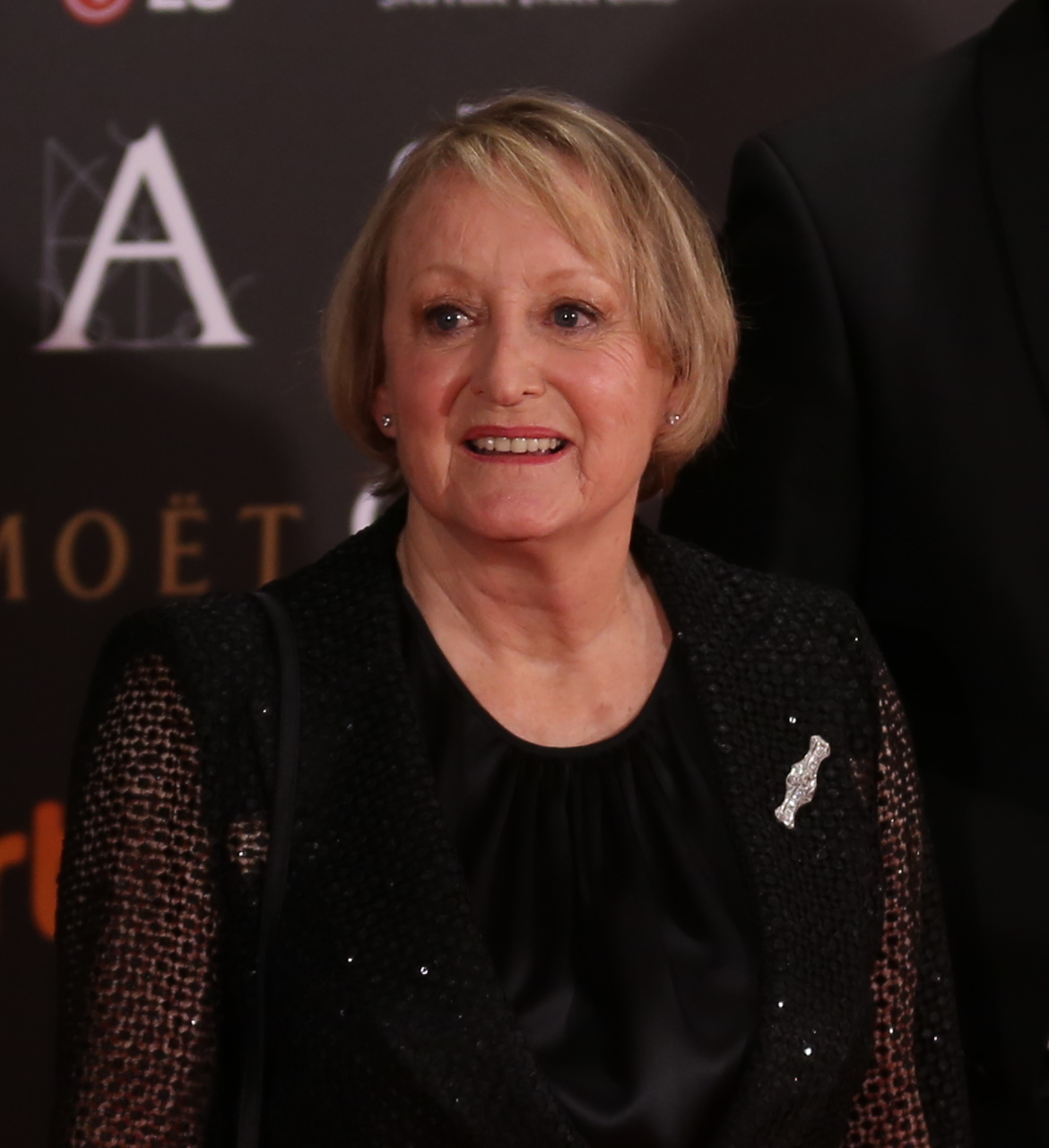
Yvonne Blake (2017)

Yvonne Blake (* 17. April 1940 in Manchester; † 17. Juli 2018 in Madrid) war eine britische Kostümbildnerin, die einen Oscar für das beste Kostümdesign sowie viermal einen Goya für die besten Kostüme erhielt und mehrfach für diese sowie andere Filmpreise nominiert war.

## Leben
Yvonne Blake begann ihre Karriere als Kostümbildnerin in der Filmwirtschaft 1966 bei dem Film Fahrenheit 451, in dem sie auch eine Nebenrolle spielte, und wirkte an der Kostümausstattung von mehr als fünfzig Filmen und Fernsehserien mit.
Bei der Oscarverleihung 1972 gewann sie zusammen mit Antonio Castillo einen Oscar für das beste Kostümdesign für den von Franklin J. Schaffner inszenierten Historienfilm Nikolaus und Alexandra (1971) über Zar Nikolaus II. von Russland und dessen Ehefrau Alexandra mit Michael Jayston, Janet Suzman und Roderic Noble in den Hauptrollen. Zugleich waren beide hierfür für den British Academy Film Award für die besten Kostüme nominiert.
Weitere Nominierungen für den BAFTA Film Award für das beste Kostüm erhielt sie 1974 für Jesus Christ Superstar (1973) von Norman Jewison mit Ted Neeley, Carl Anderson und Yvonne Elliman, 1975 für Die drei Musketiere (1973) von Richard Lester mit Oliver Reed, Raquel Welch und Richard Chamberlain sowie 1976 für Die vier Musketiere – Die Rache der Mylady (1974), den Richard Lester abermals mit den Hauptdarstellern Reed, Welch und Chamberlain inszenierte. Für die Kostüme in diesem Film wurde sie außerdem mit Ron Talsky für den Oscar für das beste Kostümdesign nominiert.
1979 war sie gemeinsam mit Richard Bruno für den Saturn Award für das beste Kostüm in Superman (1978) von Richard Donner mit Christopher Reeve, Margot Kidder und Gene Hackman in den Hauptrollen nominiert. 1987 erhielt sie eine Nominierung für einen Emmy für herausragendes Kostümdesign für den von der American Broadcasting Company (ABC) produzierten Fernsehfilm Casanova (1987) von Simon Langton mit Richard Chamberlain, Faye Dunaway und Sylvia Kristel.
In den folgenden Jahren arbeitete Yvonne Blake, die mit dem Regisseur Gil Carretero verheiratet war, für zahlreiche spanische Filmproduktionen und gewann erstmals 1989 einen Goya für die besten Kostüme für Remando al viento (1988) von Gonzalo Suárez mit Hugh Grant, Lizzy McInnerny und Valentine Pelka. Im Anschluss folgten Nominierungen für den Goya in dieser Kategorie: Zum einen 1992 für Don Juan en los infiernos (1991) von Gonzalo Suárez mit Fernando Guillén, Mario Pardo und Charo López sowie zum anderen 1993 für La reina anónima (1992), der ebenfalls von Gonzalo Suárez mit Carmen Maura, Marisa Paredes und Juanjo Puigcorbé gedreht wurde.
Bei der Verleihung des Goya 1995 gewann sie den Goya für die besten Kostüm für Canción de cuna (1994) von und mit José Luis Garci sowie Dolores Aguado und Fiorella Faltoyano in weiteren Rollen.
Für den von der TNT produzierten Fernsehfilm James Dean – Ein Leben auf der Überholspur (2001) von Mark Rydell mit James Franco, Michael Moriarty und Valentina Cervi wurde sie 2002 zusammen mit Randy Gardell für einen Emmy für herausragendes Kostümdesign nominiert.
Im Anschluss gewann sie weitere zwei Mal den Goya für das beste Kostümdesign: 2004 für Carmen (2003) von Vicente Aranda mit Paz Vega, Leonardo Sbaraglia und Antonio Dechent sowie 2005 für Die Brücke von San Luis Rey (2004) von Mary McGuckian mit F. Murray Abraham, Kathy Bates und Gabriel Byrne.
Bei der Verleihung des Goya 2007 war sie für den Goya für die besten Kostüme in Goyas Geister von Miloš Forman mit den Hauptdarstellern Natalie Portman, Javier Bardem und Stellan Skarsgård nominiert. Für diesen Film war sie darüber hinaus 2007 für den Satellite Awards für das beste Kostümdesign nominiert.
Später arbeitete Yvonne Blake an der Kostümausstattung der spanischen Fernsehserie Una carta para Evita mit Malena Alterio, Rubèn Ametllé und Marcel Borràs, die 2012 ausgestrahlt wurde.
Von 2016 bis zu ihrem Tod am 17. Juli 2018 war sie Ehrenpräsidentin der spanischen Akademie der Künste und der cineastischen Wissenschaften (Academia de las Artes y las Ciencias Cinematográficas), die alljährlich den Goya vergibt.

## Filmografie (Auswahl)
- 1966: Fahrenheit 451
- 1966: The Idol
- 1967: Geheimauftrag K (Assignment K)
- 1971: Nikolaus und Alexandra (Nicholas and Alexandra)
- 1973: Jesus Christ Superstar
- 1975: Frankensteins Spukschloß
- 1978: Superman
- 1979: Flucht nach Athena
- 1980: Superman II – Allein gegen alle (Superman II)
- 1988: Remando al viento
- 1994: Canción de cuna
- 1998: Hinter dem Horizont (What Dreams May Come)
- 2003: Carmen
- 2004: Die Brücke von San Luis Rey (The Bridge of San Luis Rey)
- 2011: There be Dragons

## Auszeichnungen (Auswahl)
- 1972: Oscar in der Kategorie Bestes Kostümdesign für Nikolaus und Alexandra
- 1989: Goya in der Kategorie Beste Kostüme für Remando al viento
- 1995: Goya in der Kategorie Beste Kostüme für Canción de cuna
- 2004: Goya in der Kategorie Beste Kostüme für Carmen
- 2005: Goya in der Kategorie Beste Kostüme für Die Brücke von San Luis Rey